# Hostiv, Tlumaci
Hostiv (în ucraineană Гостів, în germană Mikulsdorf) este o comună în raionul Tlumaci, regiunea Ivano-Frankivsk, Ucraina, formată numai din satul de reședință. Satul a fost locuit de germanii galițieni.

## Demografie
Componența lingvistică a comunei Hostiv
     Ucraineană (100%)
Conform recensământului din 2001, toată populația comunei Hostiv era vorbitoare de ucraineană (100%).